# لیلیت میناسیان
لیلیت میناسیان (ارمنی: Լիլիթ Մինասյան؛ انگلیسی: Lilit Minasyan؛ ۲۷ نوامبر ۱۹۹۷) یک بدمینتون‌باز زن اهل ارمنستان است.